# 5-Nitroantranilno kiselinska aminohidrolaza
5-Nitroantranilno kiselinska aminohidrolaza (EC 3.5.99.8, naaA (gen), 5NAA deaminaza) je enzim sa sistematskim imenom 5-nitroantranilat amidohidrolaza. Ovaj enzim katalizuje sledeću hemijsku reakciju
5-nitroantranilat + H2O {\displaystyle \rightleftharpoons } 5-nitrosalicilat + NH3
Ovaj enzim katalizuje inicijalni korak u biodegradaciji 5-nitroantranilne kiselina u zemljišnoj bakteriji Bradyrhizobium, vrsta JS329.

## Literatura
- Nicholas C. Price; Lewis Stevens (1999). Fundamentals of Enzymology: The Cell and Molecular Biology of Catalytic Proteins (Third изд.). USA: Oxford University Press. ISBN 019850229X.
- Eric J. Toone (2006). Advances in Enzymology and Related Areas of Molecular Biology, Protein Evolution (Volume 75 изд.). Wiley-Interscience. ISBN 0471205036.
- Branden C; Tooze J. Introduction to Protein Structure. New York, NY: Garland Publishing. ISBN 0-8153-2305-0.
- Irwin H. Segel. Enzyme Kinetics: Behavior and Analysis of Rapid Equilibrium and Steady-State Enzyme Systems (Book 44 изд.). Wiley Classics Library. ISBN 0471303097.

## Spoljašnje veze
- 5-nitroanthranilic+acid+aminohydrolase на 